# Национален център по радиобиология и радиационна защита
Националният център по радиобиология и радиационна защита е научна организация и специализиран орган на Министерството на здравеопазването на България, който изследва и контролира всички дейности, на територията на страната, свързани с източници на йонизиращи лъчения и защита здравето на населението и на отделни групи от него.
НЦРРЗ изследва биологичните ефекти и оценява риска при облъчване с йонизиращи лъчения, диагностицира, провежда консултации и лечение на професионално експонирани лица, обучение и повишаване квалификациите в областта на радиационната защита, издава информационни материали.
Центърът поддържа три регистъра:
1. здравен регистър на работещи, пенсионирани и участвали в радиационни инциденти;
2. базата данни от дозиметричния контрол;
3. регистър на обектите с източници на йонизиращи лъчения.

НЦРРЗ извършва мониторинг на населението при нормален и повишен естествен радиационен фон, мероприятия за оптимизиране на облъчването по медицински показания, осигурява контрол на качеството в медицинската радиология, провежда биологична дозиметрия. Голям е обемът от дейности по радиационния контрол, извършвани от НЦРРЗ: външен и вътрешен дозиметричен контрол, метрологичен контрол на средствата за измерване на йонизиращи лъчения, контрол на обекти на ядрената енергетика и уранодобива, контрол на радиационно замърсени води, почви, въздух, растителност, безопасност и качество на храните, безопасност на суровини, продукти и стоки с повишено съдържание на радионуклиди и контрол на облъчени храни.